# Turmhügel Haßlach
Der Turmhügel Haßlach ist eine abgegangene mittelalterliche Turmhügelburg (Motte) im Flurbereich „Grubholz“ bei Haßlach, einem Gemeindeteil der Gemeinde Stockheim im Landkreis Kronach in Bayern.
Von der Mottenanlage ist noch die vorgelagerte Wallgrabenbefestigung erhalten.